# ピーセク
ピーセク （チェコ語:Písek [ˈpiːsɛk]、ドイツ語:Pisek）は、チェコ、南ボヘミア州の都市。

## 地理
プラハの南約100km、フラデツ・クラーロヴェーの北約50kmに位置する。
市街はオタヴァ川（ヴルタヴァ川支流）の両岸に沿っている。ピーセクとはチェコ語で『砂』を意味する。

## 歴史
最初の定住者たちは、旧石器時代後期に既に現在の市街北部に定住を行っていた。鉄器時代には、のちに都市ができる場所にケルト人が暮らしていた。その後、ゲルマン人とスラヴ人が定住した。
おそらく12世紀頃、聖ヴァーツラフ教会が村の中にあった。1308年にはアルトピセク、Altpisek（チェコ語でStarý Písek）の名が現れていた。
実際の中世の都市は、13世紀半ば、ヴァーツラフ1世治世末期にあった。都市の最初の記述は、1243年の王の文書においてである。ヴァーツラフ1世の息子オタカル2世は、南ボヘミアにおいてプシェミスル朝の力を強化するためにピーセク建設に特別な注意を払った。短期間で、教会とドミニコ会修道院のある都市に要塞が築かれ、川には石の橋（現在、チェコ国内最古の石橋）が架けられ、1256年には王立都市となった。
ピーセク建設の理由は、オタヴァ川で見つかる砂金であろう。ピーセクは金の通商路ゴルデナー・シュタイグ（de）を監視する、南ボヘミアにおける王権の拠点だった。都市はボヘミアの支配者から数多くの特権を授けられ、その富の基盤とした。
1419年にピーセクはフス派に加わり、その中の急進派であるターボル派に属した。1452年までピーセクはその独立性を維持した。1509年当時、ボヘミアで最も裕福な都市のひとつに数えられた。彼らはピーセツケ山地の森林地帯にある王家の城を購入したのである。繁栄の時代は1630年代まで続いた。
1532年、ピーセクは大火で建物のほとんどが焼失した。1543年、神聖ローマ皇帝フェルディナント1世に対する反乱にピーセクは参加し、失敗している。ピーセクは所有する全ての権利を剥奪される罰を受けた。品物は後で返されたが、都市の危機はさらに近づいた。
三十年戦争が致命的な結果をもたらした。ピーセクは3度征服された。特に、1620年9月30日の最後の包囲戦で都市は帝国軍に完全に破壊され、人口の一部が都市の周囲に住むほどとなった。衰えた都市はさらに1627年、1646年、1651年と火災の影響を受けた。都市の回復に数十年を必要とした。
1744年には駐留軍の駐屯地がおかれた。強力な愛国運動が起きた19世紀後半、産業革命がおき、1888年に市営発電所が運転を開始した。
1918年10月14日、チェコスロバキア共和国建国がピーセクで宣言された（公式宣言は二週間後の10月28日）。都市は、多くの高校があり高等教育の中心である戦前の伝統を受け継ぎ、学生の町である一方、夏の観光客や、平穏な老後を過ごしにやってくる退職者の町となった。ピーセクをトマーシュ・マサリクとエドヴァルド・ベネシュが訪れている。
1939年以降、ピーセクはナチス・ドイツのベーメン・メーレン保護領下に入った。都市が開放されたのは1945年5月10日、ソビエト軍によってであった。
2002年8月に起きた大洪水は、ピーセク市街の大部分に被害をもたらした。今日都市は再建されている。

## 出身者
- シェフチーク
- カテジナ・ノイマノワ
- ヤン・ムカジョフスキー
- トマシュ・ベルネル

## 姉妹都市
- ケアフィリ、ウェールズ
- ヴェッツラー、ドイツ
- レンヴィク、デンマーク
- スミルテネ、ラトビア
- ヴェルキー・クルティーシュ、スロバキア
- デッゲンドルフ、ドイツ